# Brachystelma tuberosum
Brachystelma tuberosum là một loài thực vật có hoa trong họ La bố ma. Loài này được (Meerb.) R.Br. mô tả khoa học đầu tiên năm 1822.

## Hình ảnh

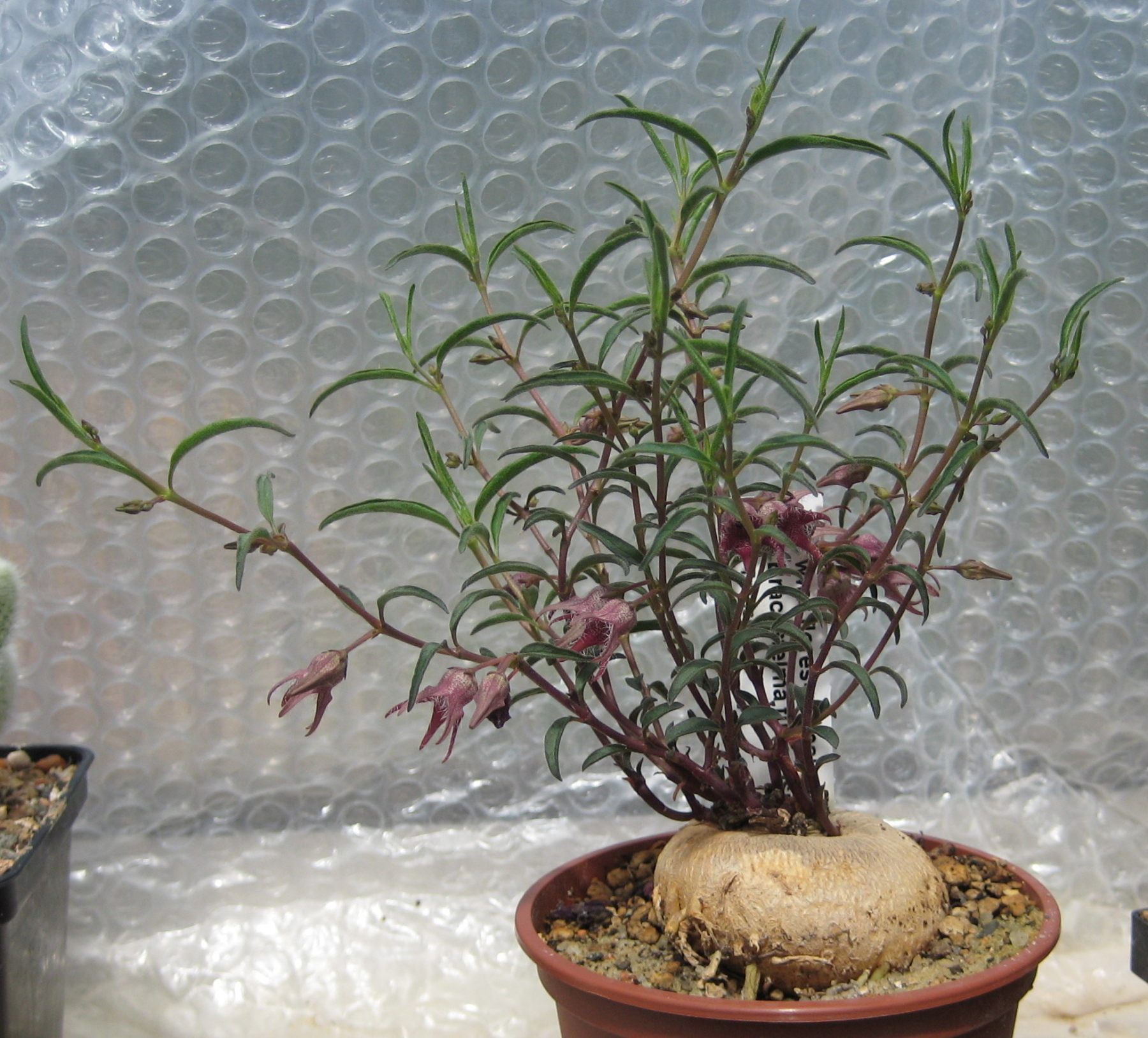